# Pierre Durand (Widerstandskämpfer)
Pierre Durand (* 30. August 1923 in Mülhausen; † 6. Mai 2002 in Paris) war ein französischer Kommunist, Kämpfer in der Résistance, Häftling im KZ Buchenwald und Präsident des Internationalen Komitees Buchenwald-Dora und Kommandos.

## Leben
Mit 18 Jahren schloss sich Durand der kommunistischen Résistance an. Mit 20 Jahren wurde er von der Gestapo verhaftet, danach verhört und wurde ab Januar 1944 in einem Lager in Compiègne inhaftiert.
Im Mai 1944 wurde er ins KZ Buchenwald deportiert und erhielt dort die Häftlingsnummer 49.749. Hier beteiligte er sich am Häftlingswiderstand und wurde Mitglied des Internationalen Lagerkomitees (ILK). Er kam mit „politischen Häftlingen“ in Kontakt und erlebte ihre Hilfe und Solidarität. Durand setzte sich für die Zusammenarbeit von deutschen und französischen Häftlingen ein und fungierte auch als Dolmetscher. Nach der Befreiung der Häftlinge durch die 3. US-Armee sprach er am 19. April 1945 den „Schwur von Buchenwald“ in französischer Sprache.
Auch nach seiner Rückkehr nach Frankreich blieb er aktiv im Verfolgen der Ziele, die die befreiten Häftlinge schworen, den „Aufbau einer neuen Welt des Friedens und der Freiheit“ voranzubringen. Von 1982 bis 2001 leitete er als Präsident das Internationale Komitee Buchenwald-Dora und Kommandos. Nach der Wahl seines Nachfolgers wurde er zum Ehrenpräsidenten bestimmt. Viele Male nach der Befreiung des Lagers kam er nach Buchenwald, um die nachfolgenden Generationen an das Vermächtnis der Überlebenden zu erinnern: Wir stellen den Kampf erst ein, wenn auch der letzte Schuldige vor den Richtern der Völker steht!. Insbesondere warnte er vor der moralischen Gleichbewertung des sowjetischen Speziallagers 2 und des NS-Konzentrationslagers auf dem Ettersberg. Bei einem Hearing der „Enquetekommission für die Überwindung der Folgen der SED-Diktatur im Prozeß der deutschen Einheit“ in der Gedenkstätte Buchenwald am 14. Oktober 1994 erklärte er namens des Internationalen Buchenwaldkomitees u. a.:

„Wenn es unberechtigte Internierungen gegeben hat, dann soll Gerechtigkeit geschaffen werden. Aber dem nazistischen Wüten darf kein Alibi geboten werden. Es ist klar, daß es zwischen uns und den Verteidigern unserer Henker keine wie auch immer geartete Zusammenarbeit geben kann. Diese Idee an sich ist schon merkwürdig. Etwas derartig Ungereimtes würde es weder in Oradour noch in Lidice geben, um nur diese zwei Beispiele zu geben.“

Seinen letzten öffentlichen Ruf an die Nachgeborenen richtete er im April 2001 mit einer Rede am Glockenturm der Gedenkstätte, wo er erklärte:

„Wir sind nicht die Klageweiber der Geschichte. Wir sind der lebende Beweis dafür, daß der Kampf für Freiheit, Frieden und Glück immer möglich ist. Unser langes Leben hat uns gelehrt, daß man nie aufgeben darf, daß man im Herzen die Flamme der Hoffnung und den Willen bewahren muß, eine bessere Welt aufzubauen, eine Welt, die der Menschheit würdig ist. Diesen Wunsch haben wir mit unserem Schwur am 19. April 1945 ausgedrückt. Jetzt müssen Sie ihn in die Tat umsetzen.“

## Veröffentlichungen
- Les armes de l'espoir. Les Francais a Buchenwald et a Dora (dt.: Die Résistance der Franzosen in Buchenwald und in Dora), Paris 1977